# 大巌院
大巌院（だいがんいん）は、千葉県館山市大網にある浄土宗の寺院。山号は佛法山。寺号は大網寺。本尊は阿弥陀如来。

## 歴史
この寺は、1603年（慶長8年）雄誉霊巌が結んだ草庵に始まり、1610年（慶長15年）里見忠義の帰依を得て寺に改められた。江戸幕府から朱印状を与えられ、安房国における浄土宗の触頭のひとつであった。
当寺境内に「四面石塔」がある。銘文によれば「元和十年（1624年）」に造立されたものである。特徴的なのは、その四面に漢字・梵字・篆字・諺文（ハングル）で「南無阿弥陀仏」と刻まれている。ハングルの部分は、現行の表記（나무아미타불）ではなく、「東国正韻式」と呼ばれるハングル創製当初の特殊な表記（남뭉ᅙᅡᆼ밍땅뿌ᇙ）が用いられている。富津市の松翁院にも同様のものがある。

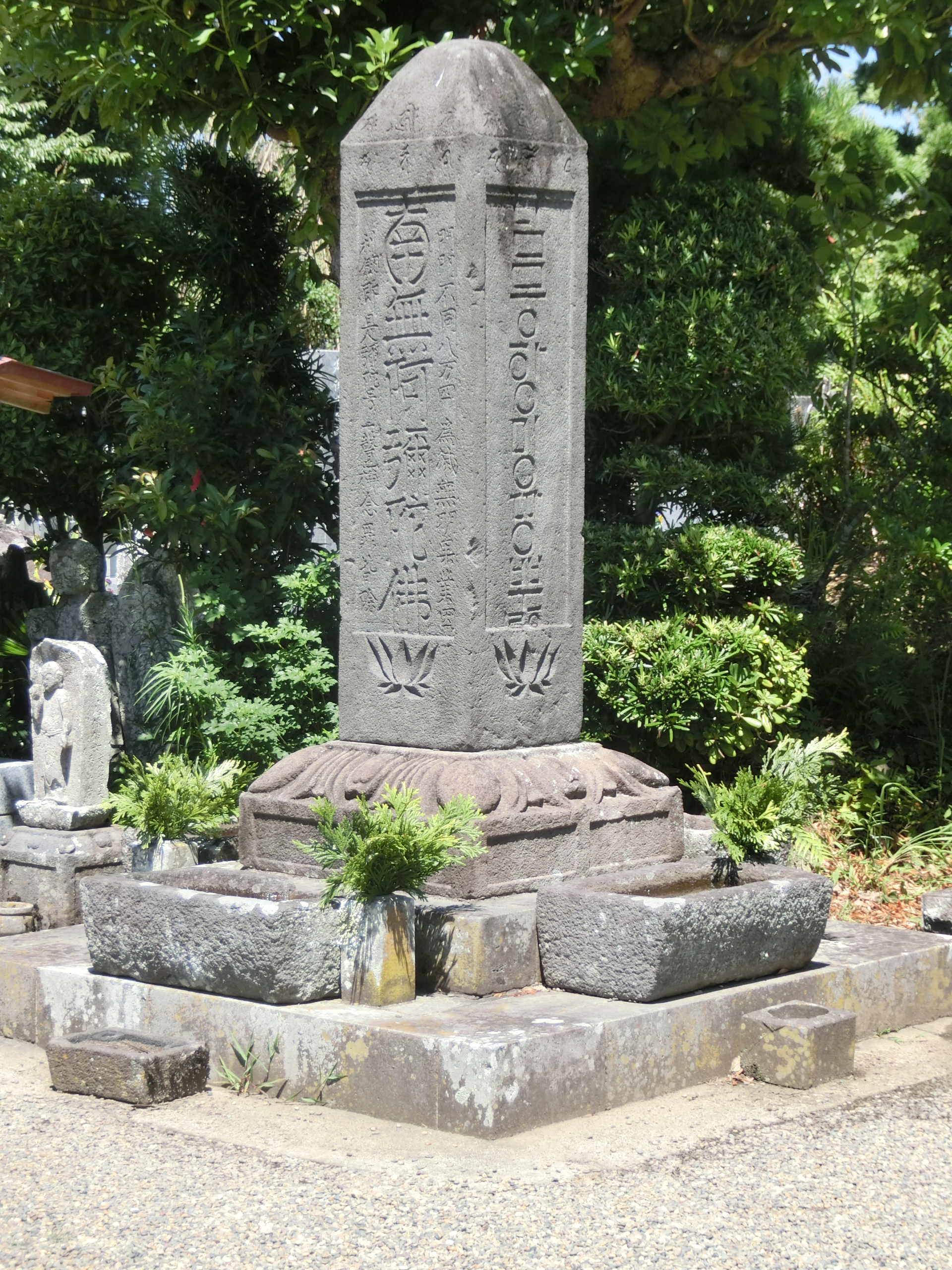
四面石塔
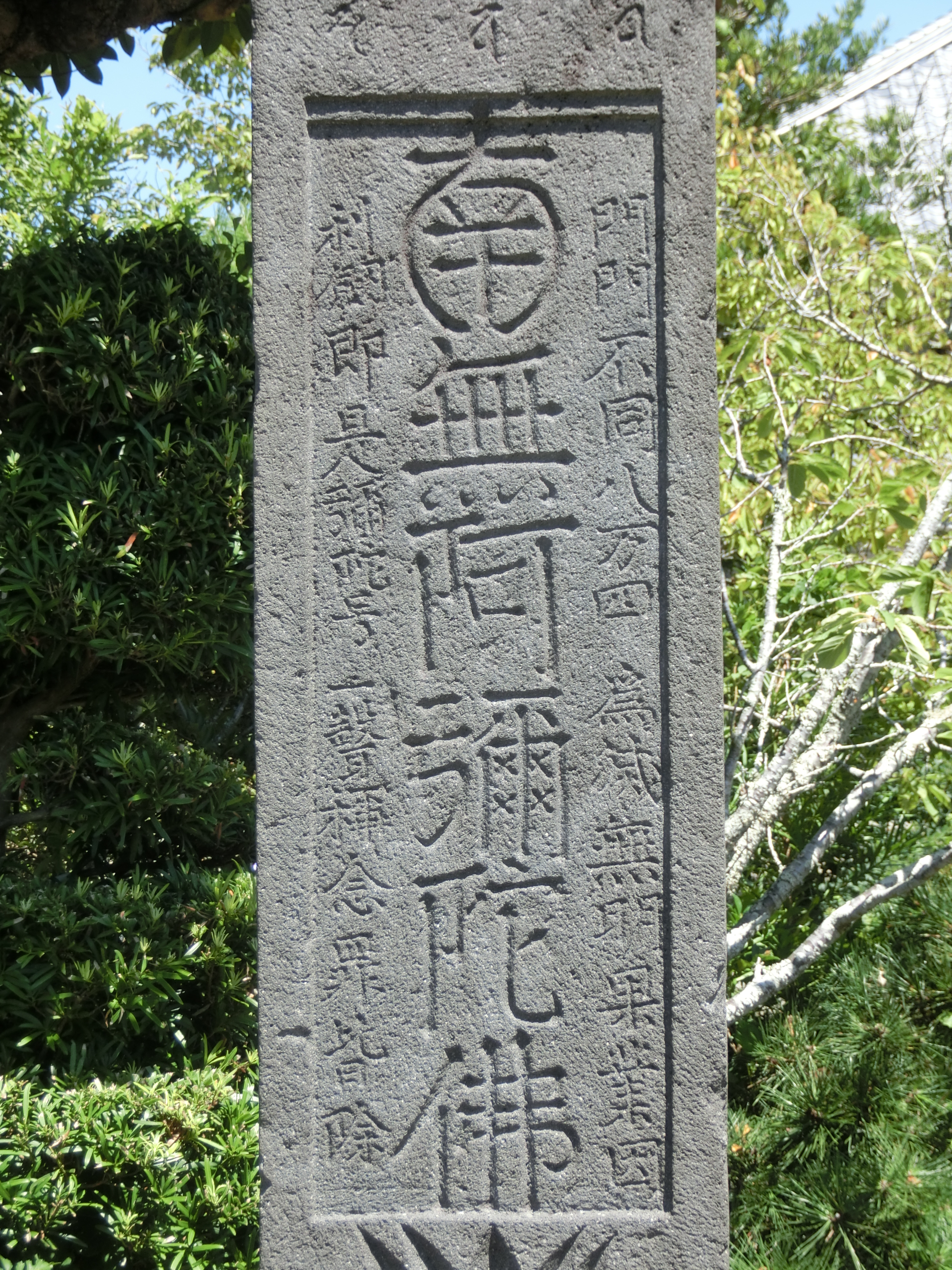
四面石塔（漢字）
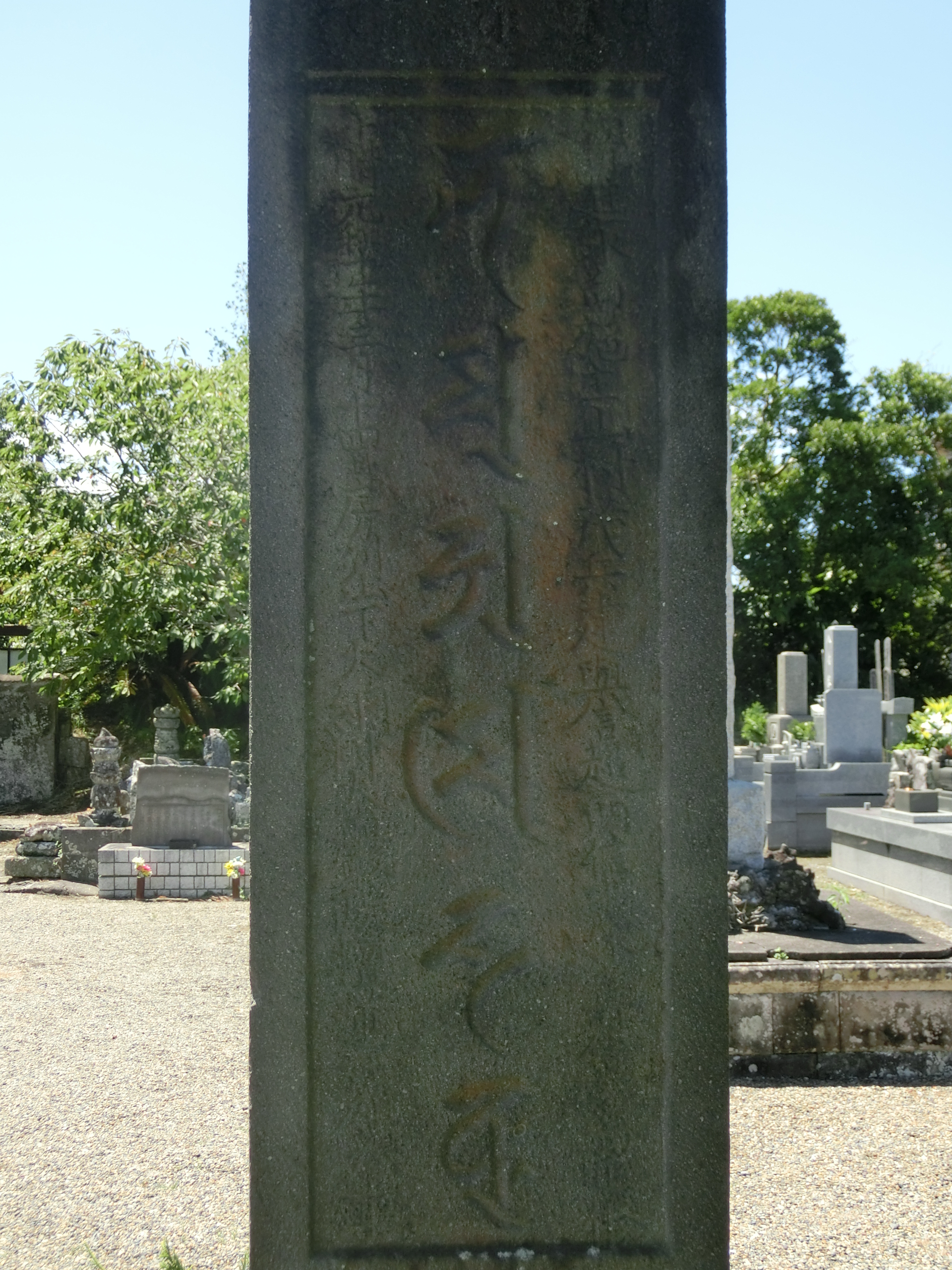
四面石塔（梵字）
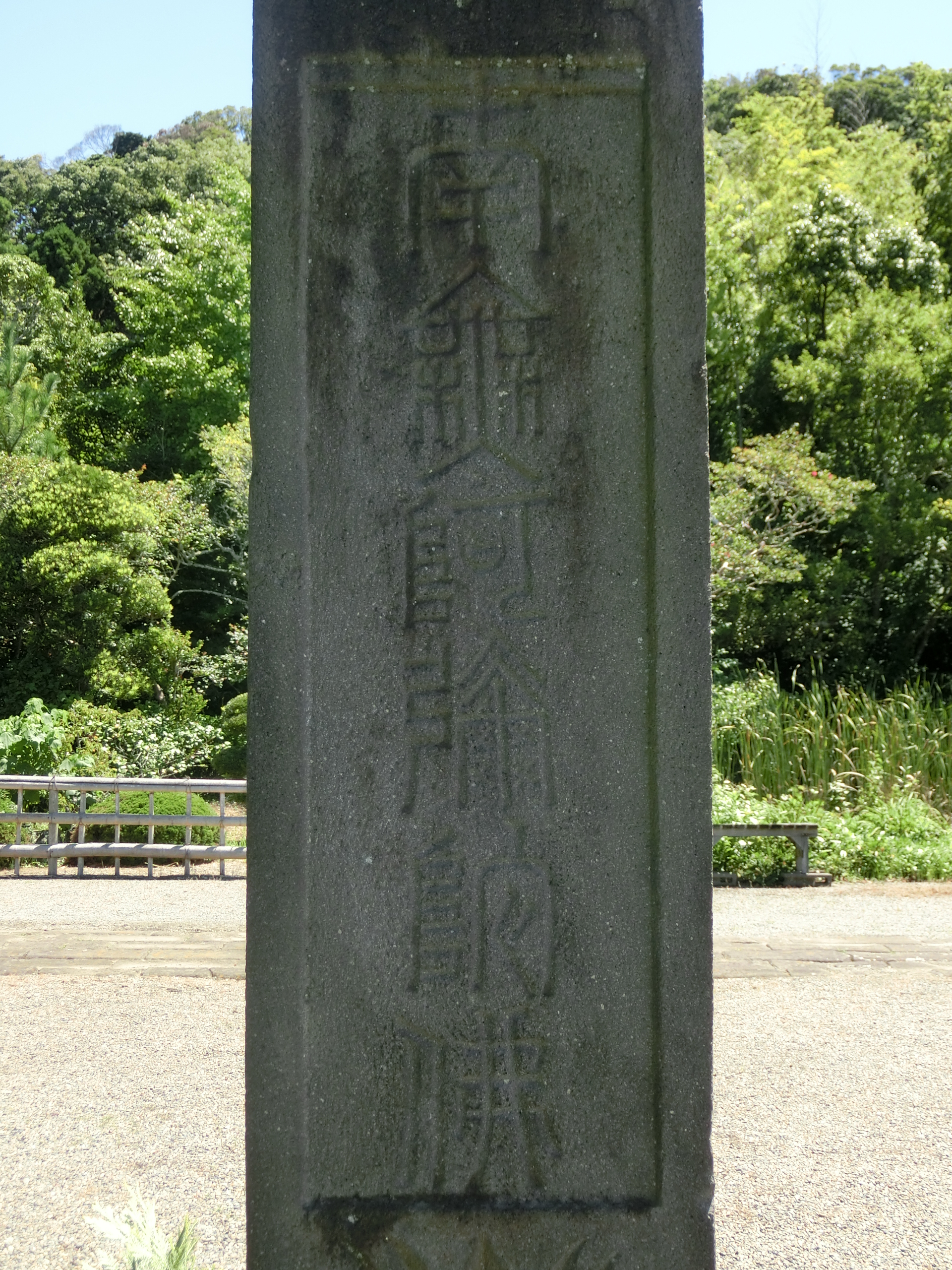
四面石塔（篆字）
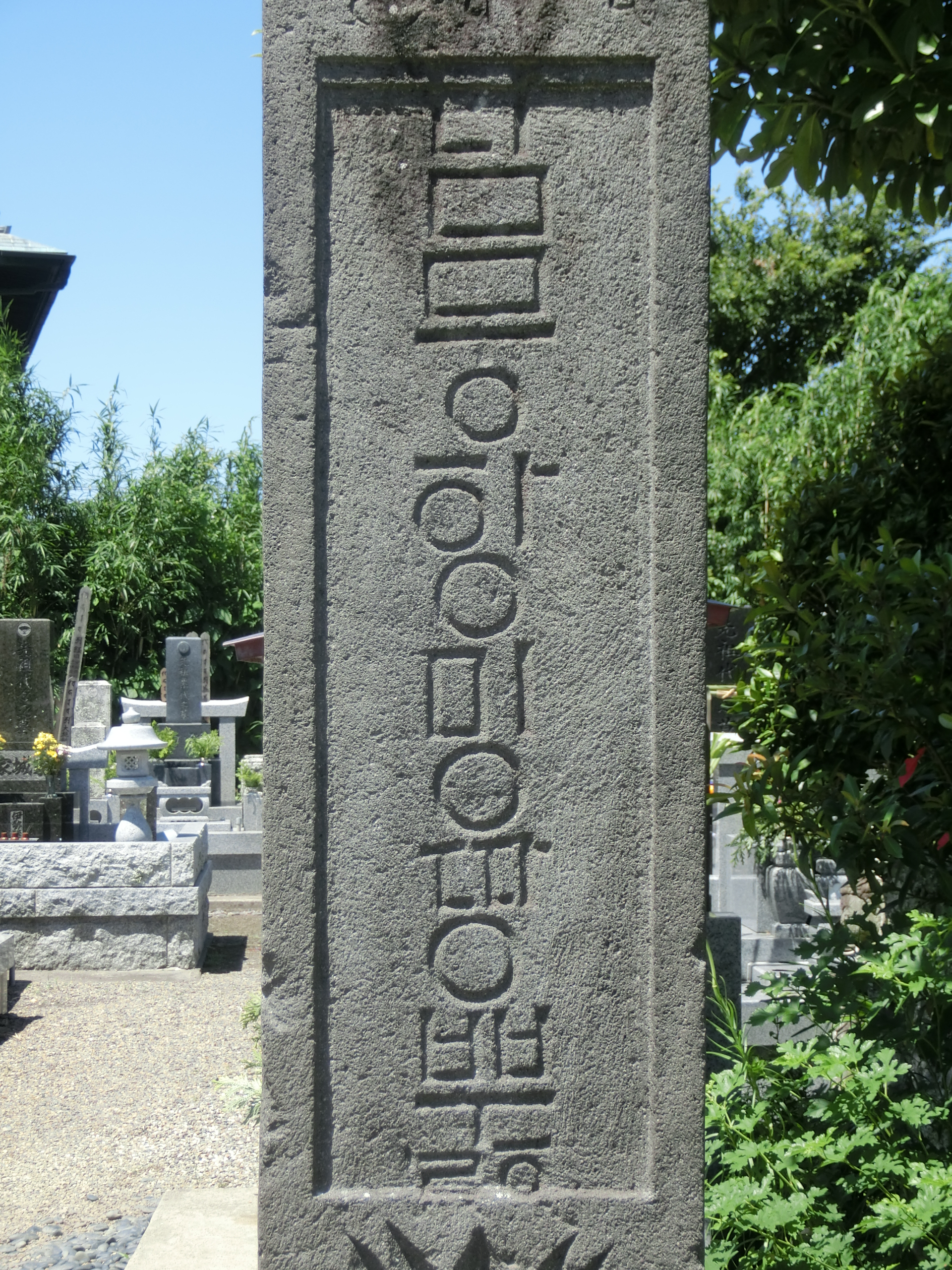
四面石塔（諺文）

## 文化財
- 千葉県指定文化財
  - 四面石塔[2]

## 所在地
- 千葉県館山市大網398-13